# Sofar Sounds
Sofar Sounds (ou Songs for a Room) é um programa onde membros se inscrevem para ser convidados para um show privado. Os eventos começaram em Londres em março 2009 por Rafe Offer, Rocky Start e Dave Alexander. A lista para tocar do show não é revelado até o início do evento, enquanto a localização só é anunciada no dia anterior. Existem hoje mais de 100 apresentações Sofar Sounds cada mês, muitos dos quais são hospedados em salas de estar dos membros. Até agora tem comunidades em mais de 200 cidades em todo o mundo.
Músicos, bandas e artistas podem se inscrever para tocar nestes eventos, escolhendo ser pago a partir de contribuições de participantes voluntários através de um chapéu sendo repassados ao público (ou em algumas cidades, doações digitais), ou ter seu show filmado, editado em um vídeo de alta qualidade e enviados para a canal no Youtube, Sofar Sounds, que também é compartilhado no site do programa. Alguns shows são de streaming ao vivo. Normalmente, três artistas executam em cada show. A ênfase que é colocada sobre a multidão é ser respeitoso - desligar seus telefones e ouvir. Muitas cidades têm listas de espera para atendimento. Há cerca de 2.000 solicitações para cada apresentação em Londres, mas os convites para o estes pequenos shows é intencionalmente e só será estendido para 50-60 desses candidatos.